# César Brandon Ndjocu Davies
César Brandon Ndjocu Davies (Malabo, Guinea Ecuatorial, 2 de agosto de 1993), también conocido como César Brandon, es un poeta, narrador y educador social guineano-español.
Se dio a conocer en 2018 tras ganar la tercera edición del concurso televisivo Got Talent España, al recitar un poema dedicado a su madre. Es autor de varios libros en prosa poética y narrativa breve.

## Trayectoria
César Brandon llegó a España en 2011, gracias a una beca que consiguió en el instituto. Tras la selectividad, se matriculó en Educación Social en la Universidad de Granada, donde cursó sus estudios entre los años 2011 y 2015.
Su salto a la popularidad tuvo lugar tras ganar la tercera edición del programa de Mediaset Got Talent España el 11 de abril de 2018. En el concurso, destacó por realizar composiciones poéticas propias de carácter intimista, que recogen la tradición narrativa de los griots guineanos. A raíz de este reconocimiento, inició una etapa de actividad literaria vinculada a la editorial Espasa, con la que publicó varios títulos en los que combina narrativa breve y poesía. En varias entrevistas ha señalado que la exposición mediática afectó a su vida personal, circunstancia que influyó en la evolución de su obra.
A raíz de la publicación de sus libros, César Brandon participó como ponente en conferencias y eventos académicos en universidades, foros culturales y ferias del libro para abordar temas relacionados con la creación poética y la literatura como herramienta de reflexión social.  

## Obras
- Las almas de Brandon (Espasa, 2018)

- Toda la felicidad del universo (Espasa, 2018)

- Akeva (Espasa, 2019)

- Nosotros (Espasa, 2020)

## Reconocimientos
En 2018 recibió, tras ganar la tercera edición de Got Talent España, reconocimiento público, lo que impulsó su carrera literaria y le permitió alcanzar mayor visibilidad en el panorama cultural.
Sus libros han sido difundidos a nivel nacional en España y ha participado en ferias del libro, conferencias y encuentros académicos. Además, ha sido invitado a distintas universidades y foros culturales para abordar temas relacionados con la creación poética y la literatura como herramienta de reflexión social.